# Kiur (jednostka miary)
Kiur (Ci) – pozaukładowa jednostka miary radioaktywności. W układzie SI zastąpiona została bekerelem (Bq). Przelicznik jest następujący:
{\displaystyle 1\,{\text{Ci}}\approx 3{,}7\cdot 10^{10}\,{\text{Bq}}}
1 Ci miał odpowiadać aktywności 1 g czystego izotopu radu o liczbie masowej 226. Współczesne dokładniejsze badania wykazały, że radioaktywność 1 g radu 226 wynosi w rzeczywistości 3,66·1010 Bq.
Nazwa jednostce została nadana ku czci małżeństwa Pierre’a Curie i Marii Skłodowskiej-Curie.
W nanokiurach/dm³ ({\displaystyle 1\,{\text{nCi}}\ =10^{-9}\,{\text{Ci}}}) wyraża się zazwyczaj natężenie promieniowania jądrowego w wodach podziemnych.